# 10385 Amaterasu
10385 Amaterasu este o planetă minoră (asteroid) din centura de asteroizi. A fost descoperită pe 15 octombrie 1996 la Nachi-Katsuura Observatory⁠(d) de Yoshisada Shimizu⁠(d) și a fost numită după Amaterasu. 
Obiectul prezintă o orbită caracterizată de o semiaxă mare de 2,6859819 UAi, o excentricitate de 0,19, o înclinație de 13,50774 ° în raport cu ecliptica.